# 박태순 (야구 선수)
박태순(1974년 2월 8일 ~)은 대한민국의 야구 선수이다.

## 계약 / 팀 이동
| 연도   | 종류     | 참고                     |
| 1996년 | 신인지명 | 2차지명 1번(삼성)        |
| 1999년 | 트레이드 | 1998-11-03, 삼성 -> 한화 |